# Philoscia moneaguensis
Philoscia moneaguensis är en kräftdjursart som beskrevs av Van Name 1936. Philoscia moneaguensis ingår i släktet Philoscia och familjen Philosciidae. Inga underarter finns listade i Catalogue of Life.